# Kœtzingue
Koetzingue – miejscowość i gmina we Francji, w regionie Grand Est, w departamencie Górny Ren.
Według danych na rok 1990 gminę zamieszkiwały 422 osoby, 82 os./km².